# Omicidio di Nadia Roccia
L'omicidio di Nadia Roccia venne commesso a Castelluccio dei Sauri (FG) il 14 marzo 1998; la vittima fu una diciottenne studentessa al quinto anno delle superiori dell'Istituto magistrale Poerio di Foggia, uccisa da due sue amiche coetanee, Anna Maria Botticelli e Maria Filomena Sica, detta Mariena.

## Contesto
Le coetanee Nadia Roccia, Anna Maria Botticelli e Maria Filomena Sica si conoscevano fin dall'infanzia e avevano un buon rapporto di amicizia. Poco prima del delitto, Botticelli e Sica cominciarono a maturare sentimenti ostili nei confronti di Roccia. Una delle motivazioni potrebbe derivare da una promessa mancata di Nadia, la quale aveva affermato che un suo zio residente negli Stati Uniti d'America avrebbe potuto aiutarle a stabilirsi lì dopo il diploma di maturità, salvo poi ritrattare quanto aveva detto.
Dalle indagini emerse che Botticelli e Sica avessero già compiuto dei tentativi di uccidere Roccia alcuni mesi prima dell'omicidio, andati però a vuoto: in un'occasione tentarono di farle bere della Coca Cola a cui era stato addizionato un potente topicida, ma la ragazza la rifiutò. In seguito le raccontarono di essersi indebitate con dei malavitosi, suggerendole di prostituirsi per aiutarle a ripagare i debiti, affermando che altrimenti avrebbero tentato il suicidio. Quando Roccia suggerì di parlarne coi genitori, Sica disse che si era trattato di uno scherzo.
Nell'imminenza dell'omicidio, Botticelli sparse la voce che Nadia nutrisse attrazione sessuale nei suoi confronti, dopodiché fece firmare all'amica un foglio bianco, con la scusa di voler far esaminare la sua calligrafia a un amico grafologo.

## L'omicidio
Il pomeriggio del 14 marzo 1998, Sica e Botticelli invitarono Nadia nel garage della casa di Botticelli, in via Roma 63, in cui era allestito uno spazio per lo studio: Roccia vi arrivò intorno alle 17:00. Alle 18:45, secondo un segnale convenuto, Sica aggredì Nadia alle spalle stringendole una sciarpa intorno alla gola, mentre Botticelli bloccava la vittima. L'uccisione richiese in effetti più tempo del previsto, tanto che Sica fu sul punto di fermarsi e Botticelli la incitò a non farlo.
Verificata la morte di Nadia, Sica e Botticelli composero il cadavere legandogli una corda al collo per simulare un'impiccagione: sul tavolo lasciarono una lettera precedentemente battuta con una macchina da scrivere, sullo stesso foglio firmato da Nadia. Nel falso documento, Roccia sembrava motivare il proprio suicidio confessando di essere lesbica e innamorata di Botticelli. Successivamente, le due assassine si diressero a casa della famiglia Roccia e raccontarono alla madre di Nadia che la figlia aveva accusato un malore e le aveva mandate a comprare del cibo, ma al ritorno avrebbero trovato la porta del garage chiusa, senza che Nadia rispondesse alle loro chiamate. La famiglia Roccia seguì le ragazze fino all'abitazione dei Botticelli, dove forzarono la porta e scoprirono il cadavere.

## Le indagini
La presunta lettera d'addio di Nadia destò subito i sospetti degli inquirenti, poiché terminava con la raccomandazione che i risparmi della defunta venissero distribuiti alle amiche. Altri sospetti derivarono dal tono del biglietto, considerato troppo "leggero" per un intento suicidiario, e per il fatto che il corpo e la corda del cappio si trovassero a terra e non agganciati a un appiglio. L'autopsia confermò che Nadia era stata strangolata; Botticelli e Sica vennero interrogate e le loro stanze perquisite: vi fu rinvenuto materiale riconducibile al satanismo. I carabinieri vi piazzarono delle microspie, attraverso le quali intercettarono le due ragazze mentre si accordavano per sviare le indagini. Al secondo interrogatorio, le ragazze vennero spinte a confessare e accettarono di ricostruire l'omicidio sulla scena del crimine per un incidente probatorio; durante la spiegazione mantennero un atteggiamento freddo e distaccato, senza mostrare alcun rimorso e anzi talvolta scoppiando a ridere. 
Nel tentativo di ricostruire il movente, venne presa in considerazione la possibilità che Roccia fosse stata vittima di un rituale satanico, data la quantità di oggetti esoterici rinvenuti nelle abitazioni; nelle intercettazioni, inoltre, si sentiva una delle ragazze menzionare Lucifero. Successivamente, Botticelli sostenne davanti agli inquirenti che sarebbe stato il defunto padre di Sica, apparsole in sogno, a spingerla ad uccidere Nadia come "sacrificio" per garantirsi un futuro roseo. Botticelli riferì anche che il padre di Sica, in un primo momento, le avrebbe chiesto di uccidere sua figlia per ricongiungersi a lei. I magistrati ordinarono una perizia psichiatrica sulle due ragazze, la quale ne decretò la piena capacità d'intendere e di volere. Al processo d'appello, il pubblico ministero Antonino Mirabile ipotizzò che tra le due assassine esistesse un legame omosessuale "ostacolato" da Nadia. La questione non fu approfondita, e il movente non è mai stato chiarito.

## Il processo
Nel 1998 Mariena ricevette una lettera anonima con una minaccia di morte qualora avesse rivelato tutti i particolari del delitto: il PM Diella modificò il capo di accusa da omicidio a omicidio con concorso di ignoti. Le ulteriori indagini in merito però non portarono all'identificazione di altri colpevoli; si teorizzò che la lettera fosse stata scritta da un mitomane. L'8 febbraio 1999, Sica e Botticelli vennero condannate in primo grado all'ergastolo. 
La difesa presentà in appello un'ulteriore perizia psichiatrica, nella quale venne diagnosticato un disturbo dissociativo dalla realtà ad entrambe le ragazze, le quali, pertanto, non sarebbero state pienamente consapevoli dell'omicidio commesso. Al quadro clinico si aggiunse l'attenuante data dalla confessione delle due in fase istruttoria. Il 22 maggio 2001, al processo d'appello, le due ragazze vennero condannate a 25 anni di reclusione. Due mesi dopo, la Cassazione annullò le condanne senza rinvio. Il 10 febbraio 2003, le ragazze patteggiarono una riduzione della pena a 21 anni. Sica, uscita brevemente dal carcere dopo la decorrenza dei termini della custodia cautelare, venne incarcerata nuovamente quando la sentenza divenne definitiva: fu rilasciata nel 2013 per buona condotta. Pochi mesi dopo la condanna, Anna Maria Botticelli venne invece scarcerata a causa dell'aggravarsi della sclerosi multipla di cui soffriva fin da bambina.
Attualmente le due vivono sotto nuova identità in Toscana e nel Veneto.